# James Nachtwey
James Nachtwey, ameriški fotoreporter in vojni fotograf, * 14. marca 1948 , Syracuse, New York.
Petkratni dobitnik nagrade Zlata medalja Robert Capa Overseas Press Club in dvakratni dobitnik nagrade World Press Photo. Leta 2003 je bil poškodovan v bombnem napadu na konvoj, medtem ko je delal v Bagdadu. Od poškodb si je popolnoma opomogel.
Od leta 1984 je kot pogodbeni fotograf delala za revijo Time.  Delal je tudi za Black Star (1980–1985), bil je član Magnum Photos (1986–2001) in VII Photo Agency (2001–2011), kjer je bil tudi ustanovni član. 

## Življenje in delo
Nachtwey je odraščal v Massachusettsu in diplomiral na Dartmouth Collegeu, kjer je študiral umetnostno zgodovino in politične vede (1966–70).
Svojo kariero je začel leta 1976 kot časopisni fotograf časopisa Albuquerque Journal. Leta 1980 se je preselil v New York in začel delati kot samostojni fotograf. Leta 1981 je opravil svojo prvo nalogo na Severnem Irskem, kjer je dokumentiral tamkajšnje spore. Dokumentiral je različne oborožene spopade in družbena vprašanja. Veliko časa je preživel v Južni Afriki, Latinski Ameriki, Bližnjem vzhodu, Rusiji, vzhodni Evropi, zahodni Evropi in nekdanji Sovjetski zvezi, kjer je fotografiral vojne, konflikte ter družbeno-politična vprašanja v  zahodni Evropi in ZDA. Ni poročen in trenutno živi v New Yorku.
Leta 1994 je Nachtwey pokrival bližajoče se volitve v Južni Afriki, prve nerasne volitve po dolgih desetletjih. Kot sodelavec kluba Bang-Bang je bil na prizorišču, ko je bil ubit njegov kolega Ken Oosterbroek, Greg Marinovich pa je bil hudo ranjen.
Nachtwey je bil pri svojem delu prvič poškodovan, ko je poročal o invaziji ZDA na Irak leta 2003. Skupaj z dopisnikom Timesa Michael Weisskop sta se peljala v Humvee, ki je bil del konvoja vojske ZDA, ko je eden izmed iraških upornikov v vozilo vrgel ročno bombo. Weisskopf je granato prijel in jo poizkušal vreči iz vozila. Prišlo je do eksplozije, v kateri sta bila ranjena še dva vojaka. Nachtwey je uspel posneti več fotografij medicinskega tehnika Billie Grimes, medtem ko je ta poskušal oskrbeti ranjenega Weisskopfa, preden se je sam onesvestil. Oba poškodovana novinarja sta z letalom prepeljala v Nemčijo in kasneje v bolnišnico v ZDA. Nachtwey je po napadu dovolj okreval, da se je vrnil na delo v tujino, kjer je poročal o cunamiju 26. decembra 2004. 
Nachtwey je delal za revijo Time kot pogodbeni fotograf od leta 1984. Za Black Star je delal od leta 1980 do leta 1985, in bil član Magnum Photos med leti 1986 in 2001. Leta 2001 je bil ustanovni član foto agencije VII (avgusta 2011 je iz nje odstopil). 
Nachtwey je bil prisoten med napadi na Svetovni trgovinski center 11. septembra 2001 in je ustvaril dobro znano delo. Sestavil je tudi fotoesej o učinkih sudanskega konflikta na civiliste.
Leta 2001 je izšel dokumentarni film War Photographer, ki se osredotoča na Nachtweya in njegovo delo. Film je režiral Christian Frei in je bil nominiran za oskarja kot najboljši dokumentarni film.
1. februarja 2014 je Nachtweyja oplazila krogla med fotografiranjem političnih protestov na Tajskem. 
Nachtwey je eden od treh dobitnikov nagrade TED za leto 2007. Vsak prejemnik je prejel 100.000 dolarjev in eno "željo, ki spreminja svet", ki bo razkrita na konferenci TED 2007 v Montereyju v Kaliforniji. Številni člani skupnosti TED in skupina svetovnih podjetij so obljubili podporo, ki bo pomagala uresničiti te želje. Nachtweyjeva želja, ki je bila razkrita 8. marca 2007, je naslednja: "Obstaja življenjska zgodba, ki jo je treba povedati in želim, da mi TED pomaga pri dostopu do nje, nato pa mi pomaga najti inovativne in razburljive načine uporabe novičarskih fotografij v digitalni dobi. "  Tisti, ki mu želijo pomagati, bodo podpisali sporazum o nerazkritju informacij (NDA) in mu pomagali "pridobiti dostop do kraja na svetu, kjer se dogaja kritična situacija, in ga v celoti dokumentirati s fotografijo; določite datum za razkritje slik in iskanje vrsto inovativnih načinov, kako z njimi ustvariti močan vpliv z uporabo novih tehnologij prikazovanja ter z močjo interneta in medijev; kampanjo pa uporabite za ustvarjanje virov za organizacije, ki si prizadevajo za reševanje in preoblikovanje razmer. " Zgodnji rezultati tega dela so bili predstavljeni na spletnem mestu XDRTB.org, da bi dokumentirali razširjenost tuberkuloze odporne na zdravila po vsem svetu.

## Nagrade
- 1983: Zlata medalja Roberta Cape iz Overseas Press Club [11]
- 1984: Zlata medalja Roberta Cape iz Overseas Press Club[11]
- 1986: Zlata medalja Roberta Cape iz Overseas Press Club[11]
- 1993: World Press Photo, fotografija leta[12]
- 1994: Zlata medalja Roberta Cape iz Overseas Press Club[11]
- 1995: svetovna fotografija leta [13]
- 1998: Zlata medalja Roberta Cape iz Overseas Press Club[11]
- 1999: Častna štipendija Kraljevskega fotografskega društva. [14]
- 2001: nominacija za oskarja za najboljši dokumentarni film Vojni fotograf (2001), ki ga je režiral Christian Frei .
- 2002: Nagrada Dan David Fundacije Dan David in Univerze v Tel Avivu . Nagrada v višini 1 milijona ameriških dolarjev za temo "Present - Print & electronic media", ki jo je delil z Frederick Wiseman. [15]
- 2006: 12. letna Heinzova nagrada za umetnost in humanistiko s strani Fundacije družine Heinz [16] vključno z nagrado v višini 250.000 ameriških dolarjev.
- 2007: Eden od treh dobitnikov nagrade TED za leto 2007.
- 2012: Dresdenska nagrada za mir [17]
- 2016: Nagrada princese Asturije za komunikacijo in humanistiko [5]

## Razstave
- Bibliothèque nationale de France, Pariz, 2002–2003. [18]
- Borba za življenje, Le Laboratoire, Pariz, 2008. [19] Dokumentirano število človeških obolenj za tuberkulozo in aidsom, z besedilom dr. Anne Goldfeld z delom iz Kambodže, [20] Tajske, Afrike in Sibirije. V spremstvu filmskih portretov Nachtweyja in številnih znanstvenikov medicine, ki sodelujejo v Pozor! Simpozij ameriškega režiserja Asa Maderja .
- Memoria, Maison européenne de la photographie, Pariz, 2017. [21]